# Gaio Cecilio Metello
Gaio Cecilio Metello (135 a.C. ca, latino: Gaius Caecilius Metellus; fl. II secolo a.C.) è stato un politico romano durante l'epoca repubblicana, figlio di Gaio Cecilio Metello Caprario.